# Franz von Paola
|  | Dieser Artikel wurde aufgrund von akuten inhaltlichen oder formalen Mängeln auf der Qualitätssicherungsseite des Portals Christentum eingetragen. Bitte hilf mit, die Mängel dieses Artikels zu beseitigen, und beteilige dich bitte an der Diskussion. |

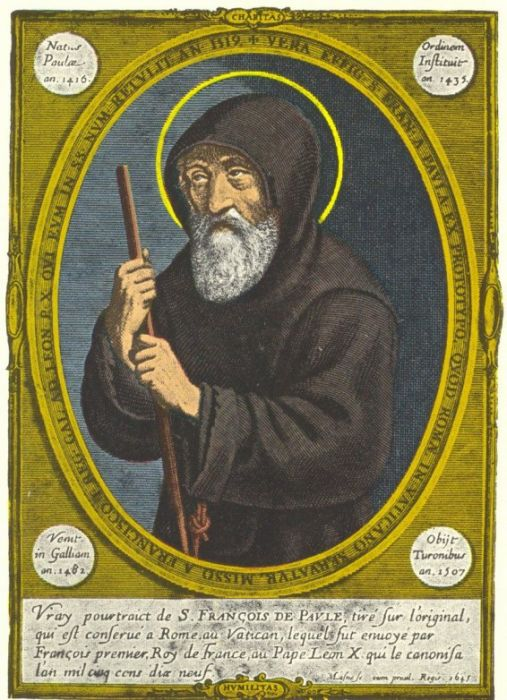
Stich (1645) von Michel l’Asne (1590–1667) eines zeitgenössischen, von Jean Bourdichon angefertigten Porträts (1507) des heiligen Franz von Paola

Franz von Paola (geboren als Francesco Martolilla, lateinisch Franciscus de Paula) (* 27. März 1416 in Paola, Italien; † 2. April 1507 in Plessis-lès-Tours, Frankreich) war ein Mönch, Einsiedler, Ordensgründer der Paulaner und ist ein Heiliger der römisch-katholischen Kirche.

## Leben
Franz von Paola wurde im Frühjahr 1416 als erstes Kind des seit 1401 verheirateten Ehepaars Giacomo Martolilla (auch Martorella, 1370–1465) und Vienna L’Appunto di Fuscaldo geboren. Er hatte zwei Geschwister, davon eine Schwester, Brigida. Nicolas und Andréa d’Alesso waren gemeinsame Söhne mit ihrem Antoine d’Alesso.
Manche Quellen berichten davon, dass die Familie Franz von Paolas arm gewesen sei, eine andere Quelle nennt sie „edel“, weitere Quellen nennen das Adjektiv „vermögend“ oder sprechen ihnen Eigentum „von ein paar Landstücken, die sie selbst bewirtschafteten“, zu. Auch wird berichtet, dass Franz von Paola in einer baufälligen Hütte aufwuchs, zusammen mit einem Schaf und sechs Hühnern und sie häufig hungerten. Aber es habe ihm – so andere Quellen – an Notwendigkeiten auch nicht gefehlt. Seine Eltern warteten fünfzehn Jahre ihrer Ehe vergeblich auf ihren ersten Sohn und wandten sich erfolgreich bittend an den heiligen Franz von Assisi, dem sie auch den Namen ihres Sohnes widmeten.
Als Knabe zog sich Franz von Paola eine schwere Augenkrankheit zu. Aufgrund der Heilung von beiden Augen nach einer neuntägigen Andacht zu Franz von Assisi versprachen ihn seine dankbaren Eltern für ein Jahr einem Franziskanerkloster.

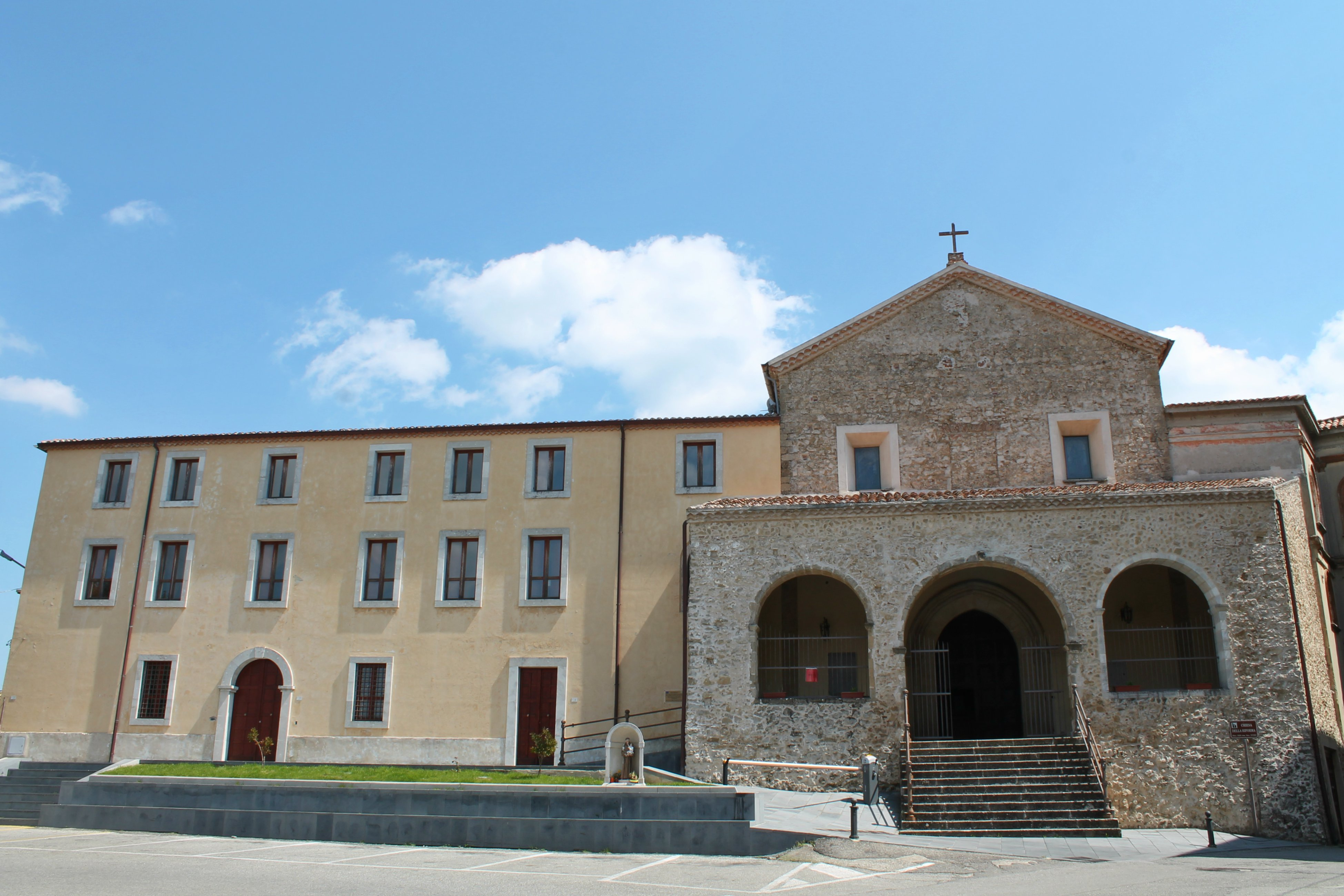
Kloster und Kirche San Marco Argentano

Mit 13 Jahren arbeitete er nun als Küchenjunge im Franziskanerkloster San Marco Argentano bei Cosenza, wo er Lesen und Schreiben lernte. Schon dort fiel er durch seine Frömmigkeit, seinen Gehorsam und seine asketischen Neigungen auf. Er schlief auf dem Boden und es werden ihm kleine Wunder nachgesagt. Nach einer Quelle entschied er sich selbst gegen einen Eintritt in das Kloster, nach einer anderen holten ihn seine Eltern nach einem Jahr ab, was Paola den Klosterbrüdern, die ihn nur unter Protest gehen ließen, als Wille Gottes zu vermitteln versuchte.
Mit 14 Jahren unternahm er mit seinen Eltern eine Wallfahrtsreise über Monte Casino und Monteluco (Spoleto, Umbrien) zum Grab von Franz von Assisi in Assisi, nach Loreto und Rom. Er wurde von der prachtvollen Kleidung der hohen Geistlichen negativ beeindruckt und von all dem Luxus in Rom verängstigt. Dies soll er Kardinal Nikolaus von Kues persönlich mit Hinweis auf die Armut Jesu mitgeteilt haben, als er ihn, reich gekleidet, in einer Kutsche antraf. Kues versuchte mit der Notwendigkeit der Wahrung des Respektes und des Ansehens der Kirche vor dem Volk zu vermitteln.
Beeindruckt war Franz von Paola von dem, was er in Monteluco vom hl. Isaak von Monteluco hörte. Der Mönch Isaak hatte sich im Jahre 528 auf den Monte Luco zurückgezogen. Zahlreiche Büßer waren ihm in seine Einsiedelei gefolgt, auch Franz von Assisi 1218 hatte dort kurzzeitig gelebt. Franz von Paola entschloss sich zu einem asketischen Eremitenleben, das seine Eltern und die Kirche billigten.
Nach der Heimreise zog er sich ein paar Meilen von Paola entfernt auf dem Anwesen seines Vaters zuerst in ein abgelegenes Häuschen aus Zweigen und dann in eine versteckte Felsenhöhle mit Meerblick in den Bergen Kalabriens zurück. Er erweiterte die Höhle, die aus Tuffstein bestand, durch Graben von Kerben und lebte dort fünf Jahre lang. Diese Höhle befindet sich am heutigen Kloster Santuario San Francesco di Paola. Er lebte von den Kräutern des Waldes und schlief auf einem Stein bzw. auf dem Boden. Bald pflegte er einen kleinen Garten, wo er heilsame Arzneikräuter aufzog. Er lief barfuß, wechselte nicht die Kutte und rasierte sich nicht. Höchstens einmal am Tag aß er.
Nach fünf Jahren Einsamkeit sammelten sich bald, von seiner tiefen Frömmigkeit angezogen, mehrere junge Männer um ihn, und es entstand eine kleine geistliche Gemeinschaft. Sie beteten gemeinsam und teilweise kam auch der Priester einer nahegelegenen Kirche zu ihnen, um die Messe zu lesen. Als der Raum zu klein wurde, zog er wieder auf das Grundstück seines Vaters. Menschen um ihn fragten, ob sie genau so im Gebet und Einsamkeit leben könnten wie er.

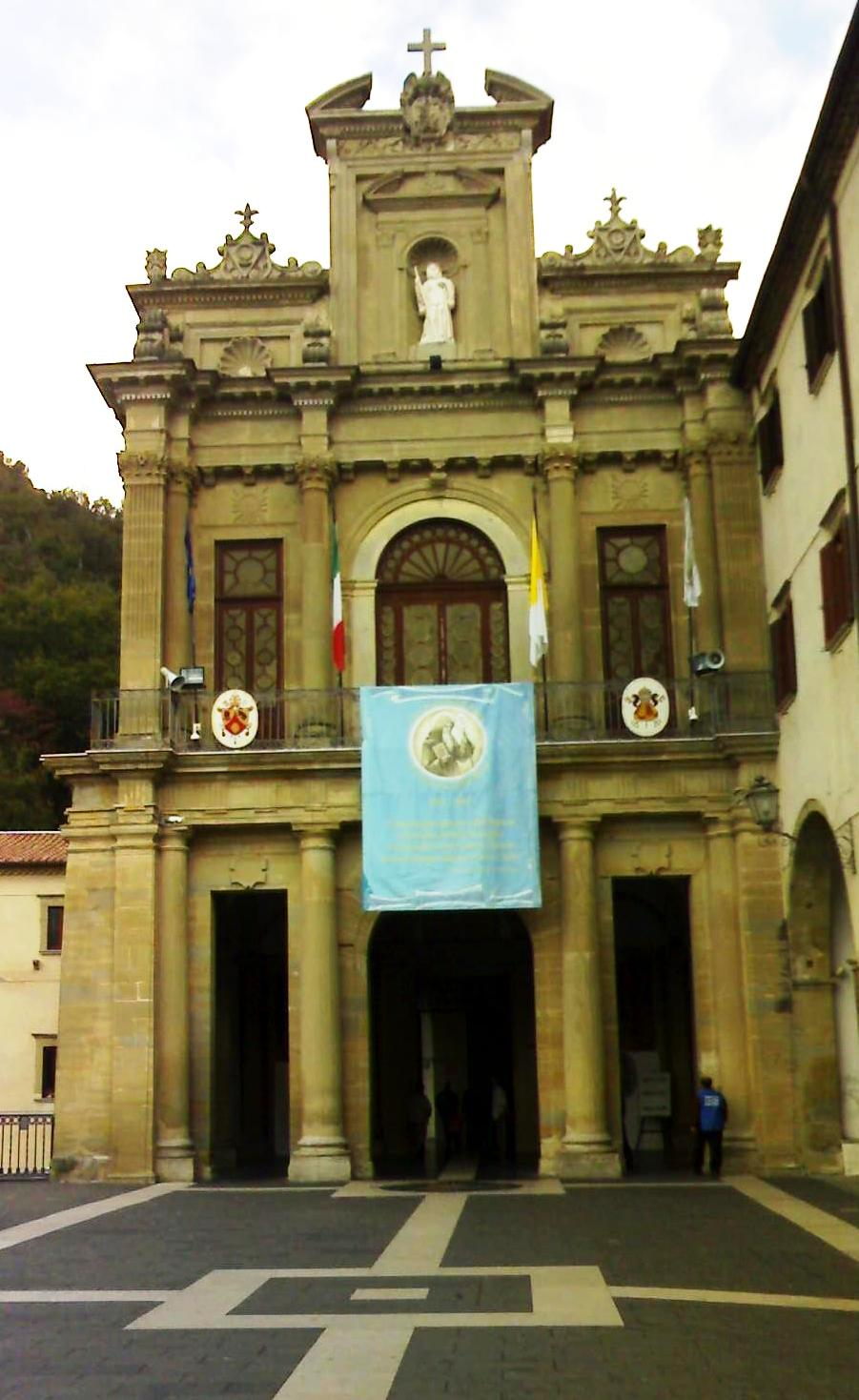
Fassade des Klosters Santuario San Francesco di Paola in Paola

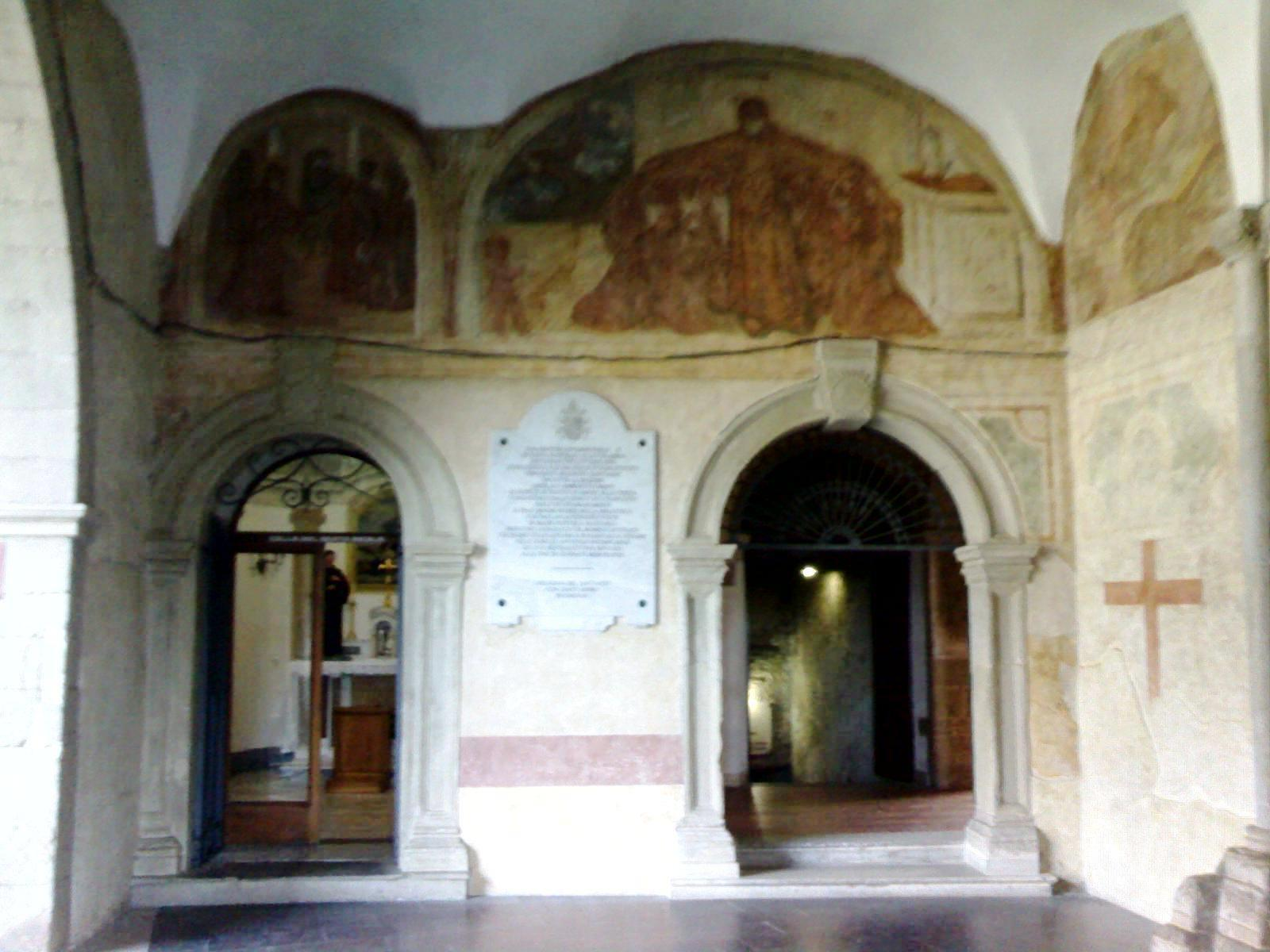
Links Eingang zur Zelle von Nicolas Barré (1621–1686) und rechts zur Einsiedelei des Franz von Paola und zum Kreuzgang im Santuario San Francesco di Paola

Im Alter von 19 oder 20 Jahren (ca. 1436) erbaute er mit seinen Gefährten eine kleine Kapelle und gründete mit ihnen den Orden der Mindersten Brüder (Paulaner). Von 1452 bis 1454 errichteten Francesco und seine Begleiter, durch reiche Städter aus Wertschätzung unterstützt, in Cosenza das erste Kloster und die zweite Kapelle bzw. erste Kirche ihrer Gemeinschaft und einen Kreuzgang, der auch noch heute am Santuario San Francesco di Paola zu sehen ist. Darin wird der eigentliche Beginn des neuen Ordens der „Mindesten Brüder“ gesehen, der zuerst „Einsiedler des heiligen Franzkus von Assisi“ genannt wurde. Dem Vorsteher eines Hauses gab Franz von Paula den Namen „Korrektor“ (der Zurechtweisende), um ihn als Diener hervorzuheben, wie Jesus lehrte (Lk 22,26 ): „Wer unter euch der Größte ist, werde wie der Kleinste, und der Vorsteher werde wie der Diener“.
Von der Gemeinschaft ging eine große spirituelle Strahlkraft aus, wodurch es in kurzer Zeit zu mehreren Klostergründungen in Süditalien kam. Die Regeln, auf die Franz von Paola seine Mönche verpflichtete, waren hart: Sie mussten ständiges strenges Fasten, vegane Ernährung und regelmäßige Bußübungen versprechen. Franz trauerte darum, dass die Kirche den halbherzigen Umgang vieler Christen mit dem Fasten ertragen müsse. Er hoffte durch sein Ewiges Fasten Christen eher zum Einhalten des Fastens in den vierzig Tagen Fastenzeit bewegen zu können als durch Worte.
Als sein Vater Giacomo Martolilla Witwer wurde (vor 1465), wurde auch er Einsiedler und Schüler seines Sohnes.
1467 entsandte Papst Paul II. den Delegaten Baldassarre de Gutrossis, um Franz von Paolas Wirken zu prüfen, von dem er gehört hatte. Der Gesandte versicherte den Papst bei seiner Rückkehr der Treue Paolas zum Heiligen Stuhl, woraufhin Paola einen Ablassbescheid zur Finanzierung einer neuen Kirche erhielt und der Papst ein Verfahren zur Anerkennung der Kongregation einleitete. 1471 bestätigte der örtliche, am 31. August 1452 ernannte Erzbischof Pirro Caracciolo von Cosenza den Orden, die päpstliche Anerkennung wurde aber durch den plötzlichen Tod Papst Pauls II. unterbrochen. 1474 bestätigte Papst Sixtus IV. die Ordensregel. Im Laufe der Anerkennung verbreitete sich die Nachricht von „diesem großen Mönch, bärtig und mit langen Haaren“ in ganz Süditalien, woraufhin Franz von Paola, angetrieben von seinem Ruf und den damit verbundenen Anforderungen, weitere Klöster in Kalabrien und Sizilien gründete, zum Beispiel in Spezzano della Sila in der Diözese Cosenza, und Einsiedlerklöster nach dem Vorbild Franz von Paolas aufblühten, wie zum Beispiel 1472 in Paterno Calabro am Golf von Tarent, 1474 in Spezzano della Sila, 1476 in Corigliano Calabro und 1480 in Milazzo.
1479 wurde er nach Sizilien eingeladen, wo er als „Engel aus dem Himmel“ empfangen wurde. Er blieb für ein Jahr, vollbrachte Wunder und baute Klöster. Nach seiner Rückkehr baute er in Corigliano in der Diözese Rossano ein neues Kloster. Die Gemeinschaften breiteten sich in Europa aus.
Im Laufe der Jahre wurde Franz von Paola als heiligmäßiger Mann und Wundertäter bekannt. Vor 1481 gründete er das Kloster Milazzo. Ferdinand I. von Neapel rief ihn an seinen Hof und wurde mit ihm eng verbunden.

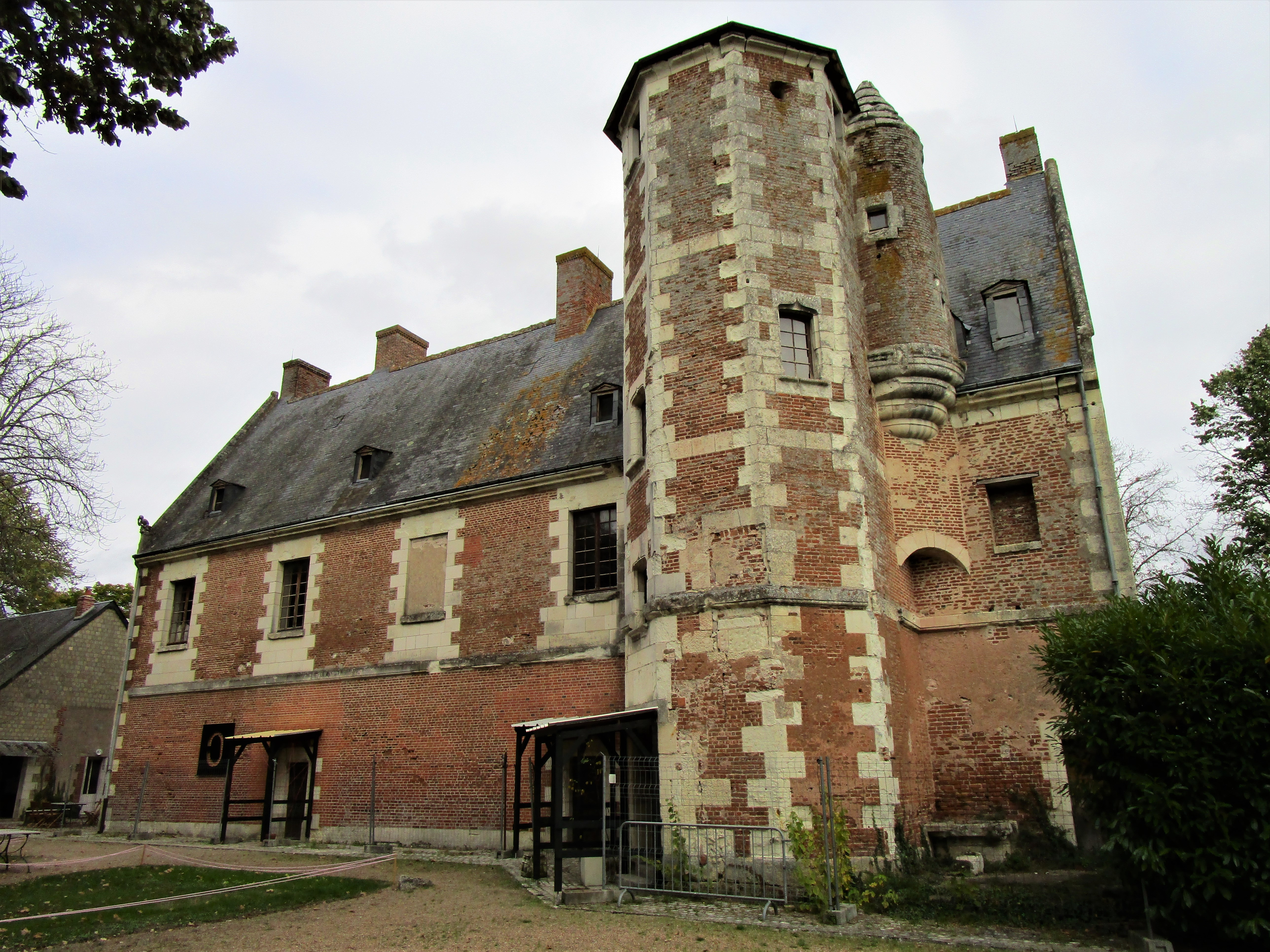
Schloss Plessis-lès-Tours

1483 ließ der französische König Ludwig XI. ihn durch Papst Sixtus IV. an sein Krankenbett in Plessis-lès-Tours bei Tours rufen. Karl VIII., der Sohn Ludwigs, behielt den frommen Mann in seiner Nähe und nahm ihn als Ratgeber in seine Dienste. Er erbaute dem Ordensgründer in Plessis-lès-Tours ein Kloster, wo dieser am 2. April 1507, einem Karfreitag, starb und beigesetzt wurde. 1562 wurde sein Grab während der Religionskriege von den Hugenotten verwüstet und seine Überreste verbrannt. Um Franz von Paola ranken sich zahlreiche Legenden.

## Heiligsprechung und Patronate
1519 wurde Franz von Paola von Papst Leo X. heiliggesprochen. Sein Gedenktag ist der 2. April.
1943 erklärte Papst Pius XII. Franz von Paola in Gedenken an seine Wunder in der Straße von Messina zum Schutzpatron der Seeleute.
Zu den Patrozinien siehe Franz-von-Paola-Kirche und Paulanerkirche.

## Überlieferte Wunder
Franz von Paola widmete seine Wundertaten besonders den Armen, Unterdrückten und von Mächtigen Misshandelten, und darüber hinaus allen Menschen. Er wünschte sich, dass Menschen verstehen, dass nicht sie es sind, die Wunder tun, sondern Gott. Einige Wunder haben Parallelen zu anderen Heiligen, erinnern an biblische Ereignisse und besonders an Jesus.
- Nachdem Franz von Paolas Eltern Jahre lang auf die Geburt eines Kindes gewartet und befürchtet hatten, keine Kinder bekommen zu können, beteten sie zum heiligen Franz von Assisi, worauf ihr Gebet durch die Geburt Franz von Paolas erhört wurde.[13]
- Franz von Paola kam nach einer Version auf einem Auge blind zur Welt. Als er als Junge eine Augenkrankheit bekam, drohte er zu erblinden. Seine Eltern beteten wieder zu Franz von Assisi, worauf beide Augen gesund wurden.[12] Nach einer anderen Version kam er auf beiden Augen gesund zur Welt und erblindete nach einer Augenkrankheit nur auf einem Auge, das nach dem Gebet der Eltern wieder gesund wurde.[13]
- Im Kloster San Marco Argentano habe er die Fähigkeit gehabt, an zwei Orten gleichzeitig anwesend sein zu können. So soll er beispielsweise auf der Messe gedient haben, während er in der Küche half.[13]
- Während eines Kirchen- oder Kapellenbaus soll Franz von Paola einen auf die Gebäude herabrollenden Felsbrocken mit einer Geste aufgehalten haben. Der Felsbrocken soll noch heute am Ort seiner Einsiedelei zu besichtigen sein.[13]
- Franz von Paola sei unversehrt durchs Feuer gegangen, um das Dach eines der durch ihn errichteten Gebäude zu reparieren.[13]
- Es wird gesagt, dass durch seinen Segen Blinde ihr Augenlicht zurückerhielten, Verrückte ihren Verstand wiederfanden und an Lepra erkrankte vom Aussatz „gereinigt“ wurden.[5]
- Er soll sieben Tote zum Leben erweckt haben, darunter Nicolas d’Alessio, einen Sohn seiner Schwester Brigida.[5]
- 1464 soll er die Straße von Messina auf seinem Umhang stehend, von dem er mit seinem Stab einen Teil zu einem Segel gebunden hatte, mit seinen Gefährten nach Sizilien überquert haben. Der Fischer Pietro Colosa aus Catona, der einen kleinen Hafen an der Küste Calabriens besaß, verlangte Geld für eine Überfahrt, das Franz von Paola nicht bezahlen wollte. Der Fischer befand sich unter den Zeugen, die dieses Wunder betrachteten.[13][20] Nach einer anderen Quelle geschah dieses Wunder am 4. April 1464 und Franz von Paola fuhr nach einem Gebet alleine von Cotona (Catona, Reggio Calabria) nach Sizilien nur auf seinem Mantel, nachdem er den Bootseigentümer Pietro Coloso gefragt hatte, ob er ihn der Liebe Willen (per carità) nach Sizilien bringe, dieser aber Geld verlangte. Coloso fuhr auf seinem Boot normalerweise Holz nach Sizilien, aus dem man Wannen zum Salzen von Sardinen fertigen konnte. Ab diesem Tag sei der Fischer jeden Abend seine Schuld beweinend am Ufer herumgeirrt.[19] Wieder nach einer anderen Quelle wurde Franz von Paola von einem Mitbruder begleitet.[21]
- Ein Biograph schrieb, dass Franz von Paola eine Lieblingsforelle „Antonella“ hatte. Als eines Tages ein Priester in die Gemeinde kam, um das Messopfer zu feiern, fing er die Forelle aus dem Teich und briet sie bei sich zuhause in der Pfanne. Franz von Paola, der verstand, was geschehen war, als er „Antonella“ nicht mehr finden konnte, schickte einen seiner Schüler zum Priester, um sie zurückzuerhalten. Der verärgerte Priester warf die Forelle auf den Boden und riss sie in Stücke. Der Schüler brachte sie Franz von Paola, der sie zurück in den Teich legte. Er betete: „Antonella, im Namen der Nächstenliebe, kehre zum Leben zurück.“ Die Forelle schwamm wieder glücklich im Teich herum.[13][22][23]
- Franz von Paola hatte ein Lamm „Martinello“ als Haustier. Als Arbeiter nichts zu essen hatten schlachteten sie es und rösteten es im Kalkofen. Als sie Franz von Paola sagten, dass sie es in den Ofen geworfen hätten, als er sein Lamm suchte, rief er in die Flammen des Ofens: „Martinello, komm raus“. Unversehrt sprang es aus dem Ofen voller Freude, seinen Herrn zu sehen.[13][24][25]

## Darstellungen

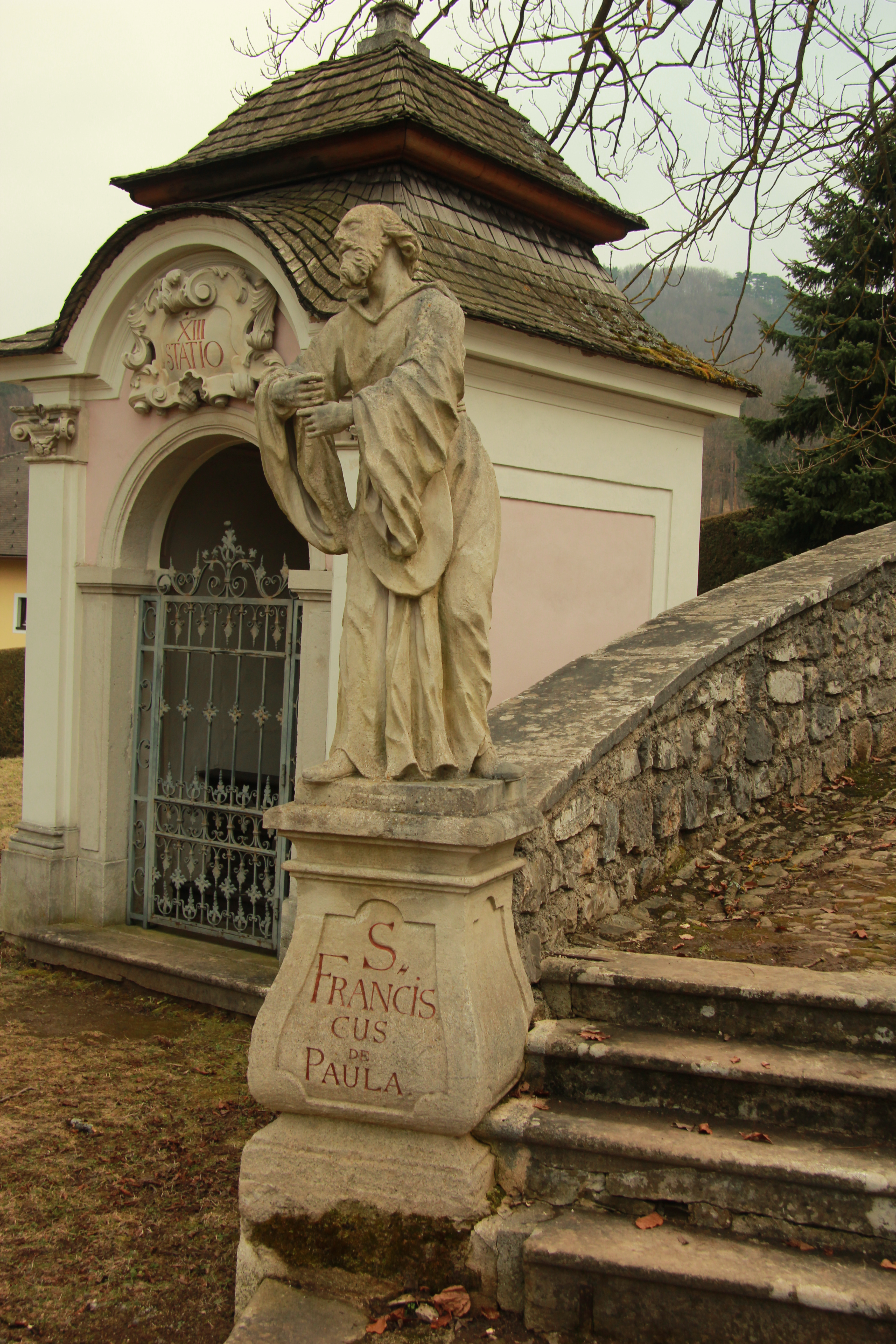
Statue am Kalvarienberg des Stiftes Heiligenkreuz

Es gibt mehrere künstlerische Darstellungen des Franz von Paola. Die bekanntesten Gemälde schufen Ubaldo Gandolfini, Bartolomé Esteban Murillo, Jacopo Tintoretto und Giovanni Battista Tiepolo. Der Komponist Franz Liszt schrieb ein Klavierstück zu der Legende, in welcher Franz von Paola, über das Meer wandelnd, die Meerenge von Messina überquert.

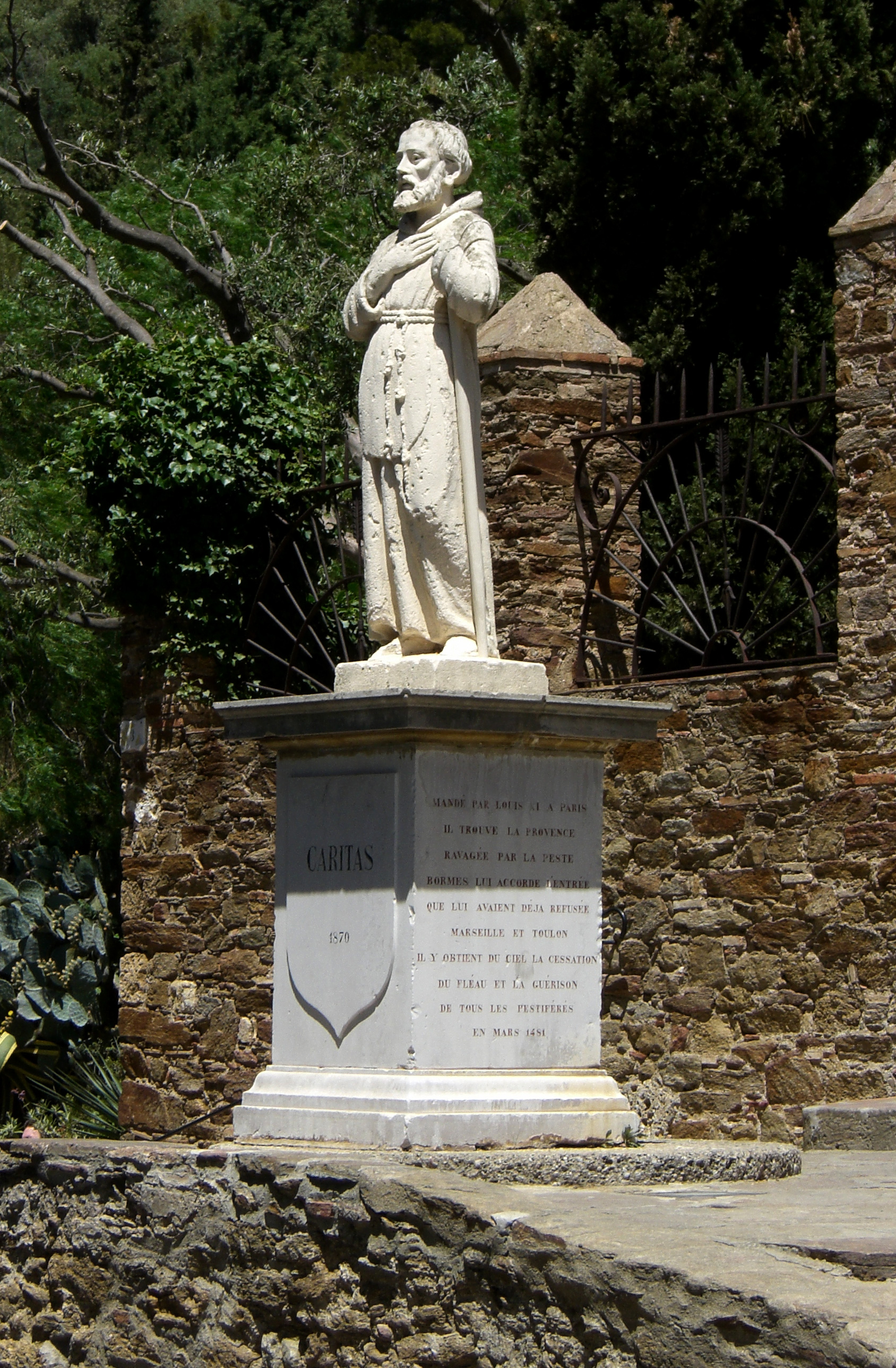
Statue in Bormes-les-Mimosas

Weil er am Fort de Brégançon in Bormes-les-Mimosas im Jahr 1482 der Pest Einhalt geboten haben soll, wurde er zum Schutzpatron dieser Gemeinde erhoben und eine Statue auf dem Place St-François in Bormes-les-Minmosas aufgestellt.

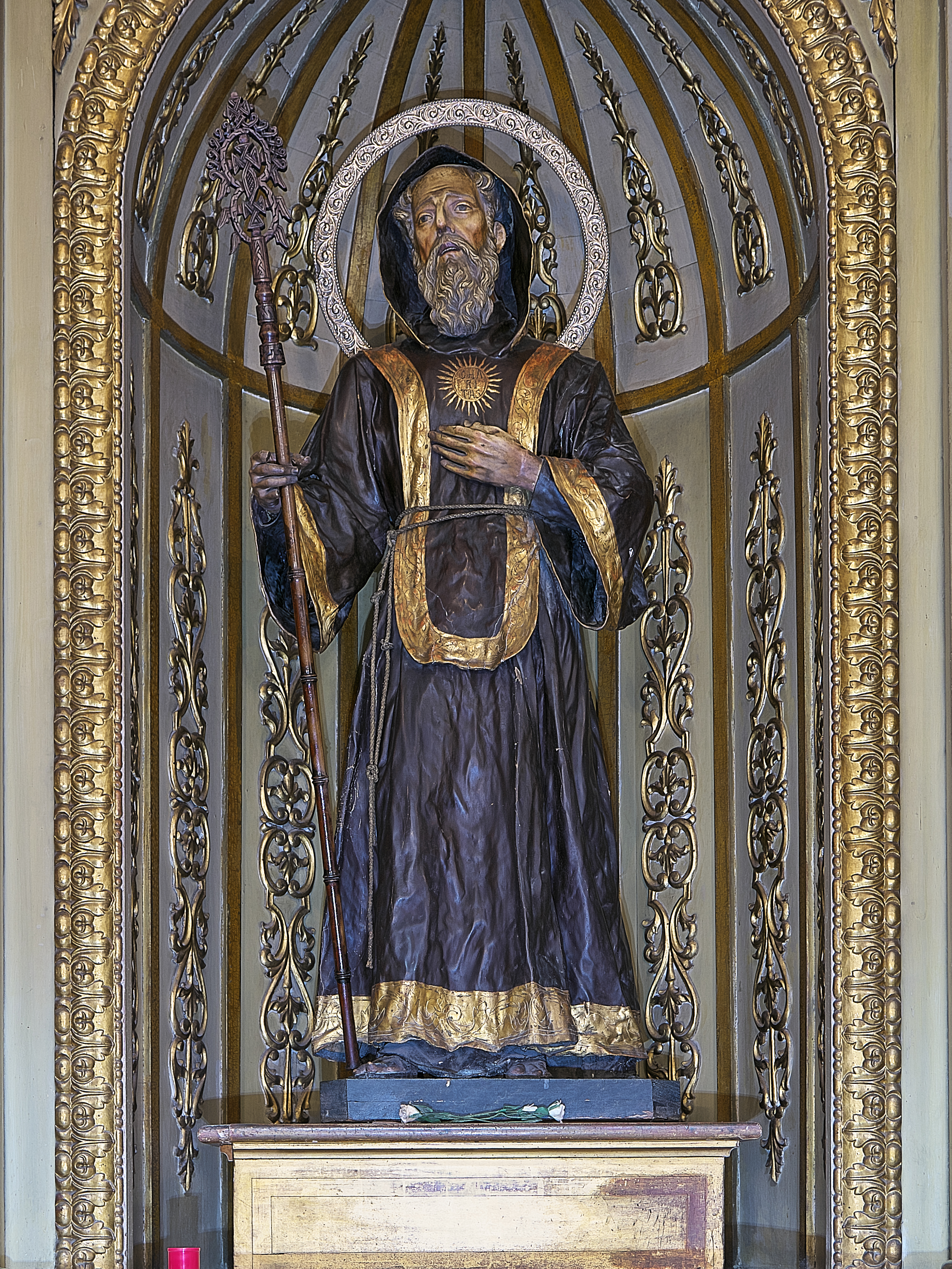
Skulptur Franz von Paolas in der Herz-Jesu-Kirche in Sevilla

In der Herz-Jesu-Kirche („Iglesia del Sagrado Corazón de Jesús“) in Sevilla befindet sich eine Skulptur Franz von Paolas aus dem 19. Jahrhundert von einem anonymen Künstler.
Jean Bourdichon malte ein Bildnis von Franz von Paola nach Vorlage seiner Totenmaske. König Franz I. schenkte es Papst Leo X. anlässlich der Heiligsprechung im Jahr 1519.

## Sonstiges
- Einige Gelehrte legten nach Unstimmigkeiten Francescos Nachnamen auf „Martolilla“ fest. Der gelegentlich verwendete Nachname d’Alessio kam wahrscheinlich durch ein Missverständnis mit dem Nachnamen Franz von Paolas Schwagers zustande, dessen Sohn Andréa d’Alessio als Diener des Königs nach Frankreich geschickt wurde. Eine im Kloster von Paola gefundene notarielle Urkunde vom 29. Oktober 1503 bestätigt, dass Brigida Martolilla, Tochter der (verstorbenen) Vienna da Fuscaldo, den vierten Teil des Landes zwischen Lattarico und Torano an das Kloster spendet. In einem (oder dem gleichen?) Prozess von Cosentino wird ein Zeuge zitiert: „Giacomo Martolilla, Francesco Vater“.[28] Francescos Vater ist vereinzelt auch mit dem Beinamen de Salicon zu finden.[29]
- Es ist überliefert, dass Franz von Paola ein Geist erschienen sei, der ihm ein Schild mit der Aufschrift „Caritas“ gegeben habe und sagte: „Dies soll das Wappen deines Ordens sein“. Giuseppe Capoano zeichnete 2017 ein Gemälde, das diese Legende mit der Vermutung, dass es sich bei dem Geist um den Erzengel Michael handelte, abbildet und bei einer Kirche in San Nicola dell’Alto ausgestellt ist.[30]
- Andréa d’Alessio, der Sohn Franz von Paolas Schwester Brigida wurde unter der Regierungszeit (1461–1483)[31] Ludwigs XI. an dessen Hof gerufen, um ihm Diener und Butler zu sein.[32]
- Simone Alimena (2. April 1417 – April 1482; */† in Montalto, Sohn von Todesco Lucifera und Guglielmo Alimena), ein Freund Franz von Paolas, unterstützte ihn beim Bau von den Klöstern in Paola, Paterno und Spezzano. Zwischen den beiden ist ein Briefwechsel aus dem Jahr 1446 erhalten geblieben. Simone wurde später leitender Beamter der aragonesischen Regionalverwaltung, erster Präsident der Provinz Kalabrien, Vizekönig Apuliens und Regent des Vikariats in Neapel unter König Ferdinand I.[33][34]
- Viele angeblich von Franz von Paola stammende Briefe stellten sich als Fälschung heraus. Nach neuerer Forschung gibt es nur äußerst wenige bezeugte, tatsächlich von Franz von Paola geschriebene Briefe, die aber das Gerücht widerlegen, Franz von Paola sei Analphabet gewesen. Als authentisch bewertet werden unter anderem ein Brief an Simone Alimena, einer an Papst Alexander VI. und zwei an Papst Sixtus IV.[35]
- 1526, als Johann VIII. aus Wetzlar, wo er zeitweise als Stellvertreter Ambrosio Spinolas ein Heer von 11.000 Mann befehligte, zurückreiste, plagten ihn die Gedanken an einen noch ausstehenden leiblichen Nachfolger. Also ging er mit seiner Frau Ernestine in die Kirche der Minime in Brüssel, um dafür zu beten. Claude du Vivier, ein Priester der Kirche, empfahl ihnen ihre Bitte direkt an Franz von Paola selbst zu wenden. Johann und Ernestine gingen darauf ein und gelobten, wenn ihr Gebet erhört würde, ein Kloster des Minime-Ordens an eine Stadt zu stiften, wo es noch keines gebe. Im nächsten Jahr, am 28. Juli 1527, gebar sie Johann Franz Desideratus, dessen Name auf die vorausgegangenen Umstände erinnern sollte. Claude du Vivier wurde darum gebeten, die Patenschaft bei der Taufe des Kindes zu übernehmen, dem der Priester zustimmte. Dem Brüsseler Kloster schenkte Johann VIII. liturgische Gewänder mit reicher Silberstickerei, ein Kloster wurde nicht gestiftet.[36][37]